# 時間と言葉
『時間と言葉』（Time and a Word）は、イングランドのプログレッシブ・ロック・バンド、イエスのセカンド・アルバムである。

## 解説
1969年代末のロック・シーンの潮流にアート指向と呼べるものがあり、その手法の一つとして、ロックとクラシック音楽との融合という実験が幾つかのバンドにより行なわれた。イエスのジョン・アンダーソンは、本作の制作に際して、イエスの音楽の幅を拡げるために管弦楽を導入してはどうかと考えた。彼らはまずメロトロンを使用することを検討したが、それでは限られた効果しか得られないと考え、本物のオーケストラを起用することにした。
前作同様、全8曲の収録曲のうち、2曲がカバー作品。「チャンスも経験もいらない」の原曲は、リッチー・ヘヴンスが1968年に発表したアルバム『サムシング・エルス・アゲイン』に収録された。「エヴリデイズ」の原曲はバッファロー・スプリングフィールドが1967年に発表したアルバム『バッファロー・スプリングフィールド・アゲイン』に収録された。「チャンスも経験もいらない」では、オーケストラによって西部劇映画『大いなる西部』のテーマ曲が華々しく奏でられ、ヘヴンスの曲以上に聴き手の耳を奪う強い印象を与える。「エヴリデイズ」には静と動のコントラストを強調したアレンジが施されている。
6曲のオリジナル曲の殆どがアンダーソン作であり、彼が前作以上に強いイニシアティヴを握ったことを示している。「スウィート・ドリームス」「時間と言葉」では、彼が以前在籍していたウォリアーズの同僚だったデイヴィッド・フォスターが共作者に記されている。
本作は前作の延長線上にありつつ、オリジナル曲もカバー曲の編曲も明らかな質の向上を見せている。ただし、オーケストラの演奏とイエスの演奏が調和していないと感じられる箇所もある。オーケストラの導入に反対したピーター・バンクスは、自分のギターやトニー・ケイのキーボードがオーケストラによって霞んでしまったと指摘した。
本作はイギリスで1970年8月に発表されたが、その前にバンクスは解雇されてイエスを去った。同年11月に発表されたアメリカ盤のアルバム・ジャケットには新メンバーのスティーヴ・ハウが加わった写真が使われた。そして「チャンスも経験もいらない」「ゼン」「エヴリデイズ」「星を旅する人」のビデオが新しい顔ぶれで撮影された。

## 収録曲

### A面
1. チャンスも経験もいらない - "No Opportunity Necessary, No Experience Needed" (ヘヴンス)
リッチー・ヘヴンスの「チャンスも経験もいらない」のカヴァー曲。
2. ゼン - "Then" (アンダーソン)
3. エヴリデイズ - "Everydays" (スティルス)
スティーヴン・スティルス、ニール・ヤングらを擁したバッファロー・スプリングフィールドの「エヴリデイズ」のカヴァー。静と動のコントラストを強調したアレンジがなされている。
4. スウィート・ドリームス - "Sweet Dreams" (アンダーソン、フォスター)

### B面
1. 予言者 - "The Prophet" (アンダーソン、スクワイア)
2. 澄みきった日々 - "Clear Days" (アンダーソン)
3. 星を旅する人 - "Astral Traveller" (アンダーソン)
4. 時間と言葉 - "Time and a Word" (アンダーソン、フォスター)

## レコーディング・メンバー
- ジョン・アンダーソン – ボーカル、パーカッション
- クリス・スクワイア – ベース、ボーカル
- ビル・ブルーフォード – ドラム、パーカッション
- トニー・ケイ – ハモンドオルガン、ピアノ
- ピーター・バンクス – ギター、ボーカル

### アディショナル・ミュージシャン
- デイヴィッド・フォスター – ボーカル（「スウィート・ドリームス」）、アコースティックギター（「時間と言葉」）
- トニー・コックス – アレンジ、指揮
- 王立音楽大学の学生 – ブラス、ストリングス